# Калвера
Ка̀лвера (на италиански: Calvera, на местен диалект Càlavìrë , Калавиръ) е село и община в Южна Италия, провинция Потенца, регион Базиликата. Разположено е на 630 m надморска височина. Населението на общината е 421 души (към 2012 г.).